# Erik Fredriksson
Erik Rudolf Fredriksson (* 13. Februar 1943 in Tidaholm) ist ein ehemaliger schwedischer Fußballschiedsrichter. Er nahm an fünf Endrundenturnieren bei Welt- und Europameisterschaften teil.

## Werdegang
Nachdem Fredriksson zunächst auf nationaler Ebene aktiv gewesen war, rückte er 1975 in den internationalen Bereich auf. In den 1980er Jahren gehörte er zu den Spitzenkräften auf europäischer Ebene, was sich in der Teilnahme bei mehreren internationalen Turnieren sowie bedeutenden Wettkämpfen widerspiegelt. Bei der Weltmeisterschaft 1982 gehörte er zu den 22 Schiedsrichtern, die die UEFA entsandte, und pfiff die Vorrundenpartie zwischen Jugoslawien und Nordirland.
1984 kam Fredriksson die Ehre zuteil, das Endspiel um den Europapokal der Landesmeister 1983/84 zu leiten. Das Spiel zwischen dem italienischen Vertreter AS Rom und dem englischen Klub FC Liverpool endete nach Verlängerung unentschieden, ehe sich der Klub aus der Merseyside im Elfmeterschießen durchsetzte. Auch bei der anschließenden Europameisterschaft 1984 war er vertreten, abermals stand mit dem Vorrundenspiel Belgien und Jugoslawien lediglich eine Partie zu Buche. In diesem Spiel übersah er beim 2:0-Erfolg der Belgier eine dem Tor vorausgehende Abseitsstellung.
Auch bei der Weltmeisterschaft 1986 wurde ihm ein besonderes Spiel übertragen: Am 31. Mai des Jahres stand er beim Auftaktspiel des Turniers zwischen dem amtierenden Weltmeister Italien und Bulgarien neben den Mannschaften auf dem Platz. Dieses Mal kam er auch zu einem zweiten Turniereinsatz, als er den umkämpften 4:3-Erfolg nach Verlängerung der Belgier im Achtelfinale gegen die Sowjetmannschaft pfiff. Beim Finale zwischen Argentinien und Deutschland war er Linienrichter.
Nachdem er bei der Europameisterschaft 1988 wiederum ein Spiel geleitet hatte, leitete er im Februar 1989 das Rückspiel um den UEFA Super Cup 1988 zwischen dem KV Mechelen und der PSV Eindhoven sowie im Dezember desselben Jahres das Spiel um den Weltpokal 1989 zwischen der AC Mailand und Atlético Nacional.
Bei der Weltmeisterschaft 1990 geriet Fredriksson im Vorrundenspiel zwischen dem amtierenden Weltmeister Argentinien und der Sowjetunion abermals in die Kritik. Beim 2:0-Erfolg der Südamerikaner übersah er ein Handspiel Diego Maradonas im eigenen Strafraum, so dass die Osteuropäer im Anschluss an die Niederlage, die das vorzeitige Ausscheiden bedeutete, gegen den Schiedsrichter und seine Leistung protestierten. 1991 beendete er seine Schiedsrichterlaufbahn.